# TTPAL
TTPAL‏ (Alpha tocopherol transfer protein like) هوَ بروتين يُشَفر بواسطة جين TTPAL في الإنسان.